# Terras fönster nr 5
Terras fönster nr 5 är en svensk kortfilm från 1951.

## Rollista
- Povel Ramel
- Martin Ljung
- Brita Borg
- Anita Ekberg - fröken Sverige
- Viveca Serlachius - guide i Oslo
- Paridon von Horn - man i restaurangtamburen
- Einar Luterkort - skulptör

### Fotnoter
1. ↑  ”Terras fönster nr 5”. Svensk Filmdatabas. http://www.sfi.se/sv/svensk-filmdatabas/Item/?type=MOVIE&itemid=15184&ref=%2ftemplates%2fSwedishFilmSearchResult.aspx%3fid%3d1225%26epslanguage%3dsv%26searchword%3dterras+f%C3%B6nster%26type%3dMovieTitle%26match%3dBegin%26page%3d1%26prom%3dFalse. Läst 22 maj 2016.